# Scoliacma rubrata
Scoliacma rubrata är en fjärilsart som beskrevs av Tepp. 1882. Scoliacma rubrata ingår i släktet Scoliacma och familjen björnspinnare. Inga underarter finns listade.